# Бонавиго
Бонавиго (итал. Bonavigo) је насеље у Италији у округу Верона, региону Венето.
Према процени из 2011. у насељу је живело 720 становника. Насеље се налази на надморској висини од 18 м.

## Становништво
| 1931. | 1936. | 1951. | 1961. | 1971. | 1981. | 1991. | 2001. | 2011. |
| ----- | ----- | ----- | ----- | ----- | ----- | ----- | ----- | ----- |
| 2.536 | 2.678 | 2.883 | 2.322 | 2.007 | 2.020 | 1.967 | 1.881 | 2.024 |